# Anoeconeossa fuscipennis
Anoeconeossa fuscipennis är en insektsart som först beskrevs av Walter Wilson Froggatt 1901.  Anoeconeossa fuscipennis ingår i släktet Anoeconeossa och familjen rundbladloppor. Inga underarter finns listade i Catalogue of Life.